# Crochteck

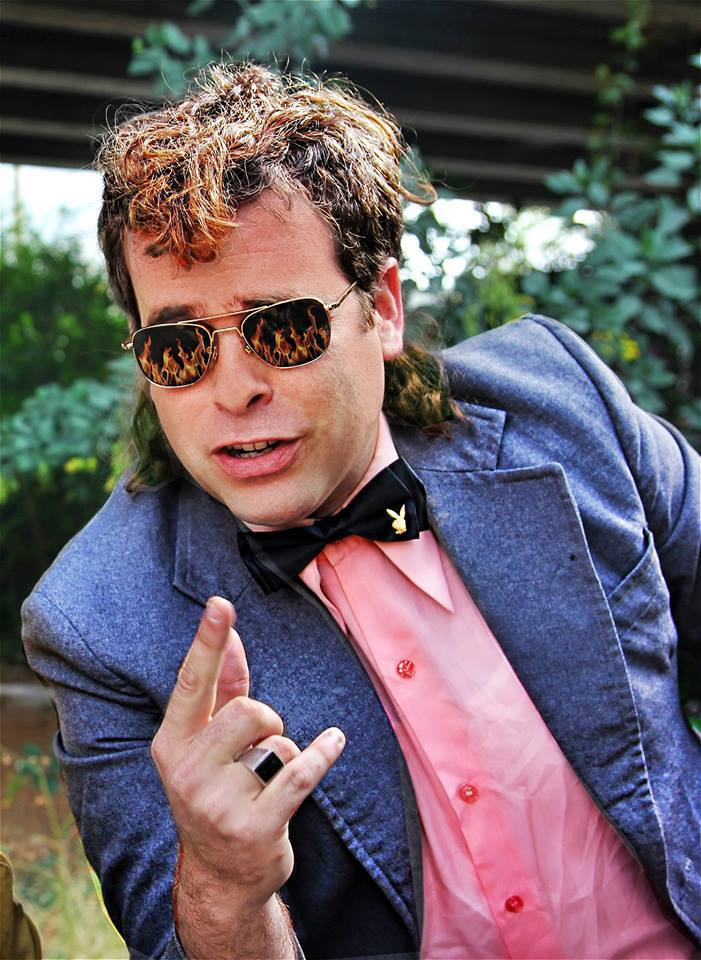
Crochteck, der offene Winkel zwischen Kragen und Revers

Crochteck, auch Crochetwinkel, sind Begriffe aus der Schneiderei. Sie bezeichnen den Winkel beim Anzug-Fasson, der durch den Kragenabstich, die Fortsetzung der Spiegelnaht, gebildet wird, die den Oberkragen mit dem Revers verbindet.